# Léonard II Tocco
Léonard II Tocco (né en 1375 ou 1376 et mort en 1418 ou 1419) appartient à la famille Tocco et est seigneur de Zante. Il joue un rôle important dans les campagnes militaires de son frère, Carlo Ier Tocco.

## Biographie

Carte du comté de Céphalonie et de Zante et des conquêtes de Carlo Ier, avec l'aide de Léonard II.

Il est le deuxième et plus jeune fils de Léonard Ier Tocco, comte palatin des îles de Céphalonie et de Zante et seigneur d'Ithaque et de Leucade. Sa mère est Maddalena Buondelmonti et ses frère et sœur sont Carlo Ier et Pétronille, épouse de Niccolo dalle Carceri puis de Nicola Venier, baile vénitien de Négrepont.
Léonard perd son père alors qu'il est enfant et sa mère est la régente de la seigneurie durant plusieurs années. Il reçoit l'île de Zante comme apanage de la part de son frère en 1399, ainsi que des terres de la principauté d'Achaïe, cédées par le prince Pierre de Saint-Supéran. En 1404-1406, il prend part à l'offensive de son frère contre Arta, en Épire et les exploits des deux frères font l'objet de la Chronique des Tocco. En 1407, Léonard s'attaque à Centurione II Zaccaria, nouveau prince d'Achaïe, qui l'a privé de ses fiefs en Morée. Léonard prend notamment la cité de Clarentza.
En 1411, Carlo prend possession de Ioannina après la mort du despote Esaù de' Buondelmonti. Léonard y rejoint son frère et conquiert puis rase la forteresse de Lachanokastron. L'année suivante, il est vaincu par les Albanais à Kranea, près de Mésopotam. En 1413, la guerre entre les Tocco et Centurione II reprend, à l'avantage du second. En 1414, Léonard est envoyé par son frère à Corinthe, où l'empereur byzantin Manuel II Paléologue supervise la restauration de l'Hexamilion, le rempart qui barre l'isthme de Corinthe. Le souverain honore Léonard de la dignité de Megas Konostablos, tout en lui enjoignant de faire la paix avec Centurione. Les deux frères font appel à l'arbitrage de Venise, qui aboutit à une trêve de trois ans et au retour de Clarentza dans l'orbite de la principauté d'Achaïe. 
Par la suite, Carlo nomme son frère comme gouverneur des îles contrôlées par sa famille, ainsi que de l'Acarnanie. Le 4 octobre 1416, Léonard II prend la cité de Rogí, peu avant la conquête de la cité d'Arta par Carlo. En 1418, il combat les Ottomans avant de se rendre à Naples où il rencontre le roi Ladislas. Il meurt peu après, à Zante.
Léonard II a au moins une fille, Théodora Tocco, qui épouse le futur empereur byzantin Constantin XI Paléologue en 1428 mais s'éteint dès l'année suivante.